# Bakassi
Pour l’article homonyme, voir Okey Bakassi.

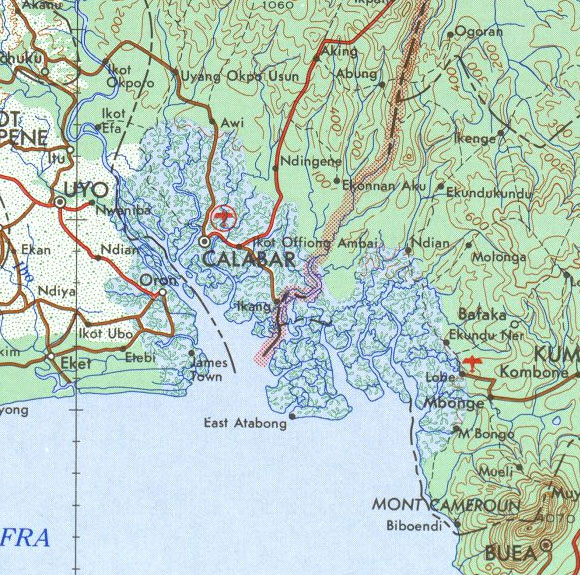
La frontière camerouno-nigériane, la péninsule de Bakassi se trouve au centre.

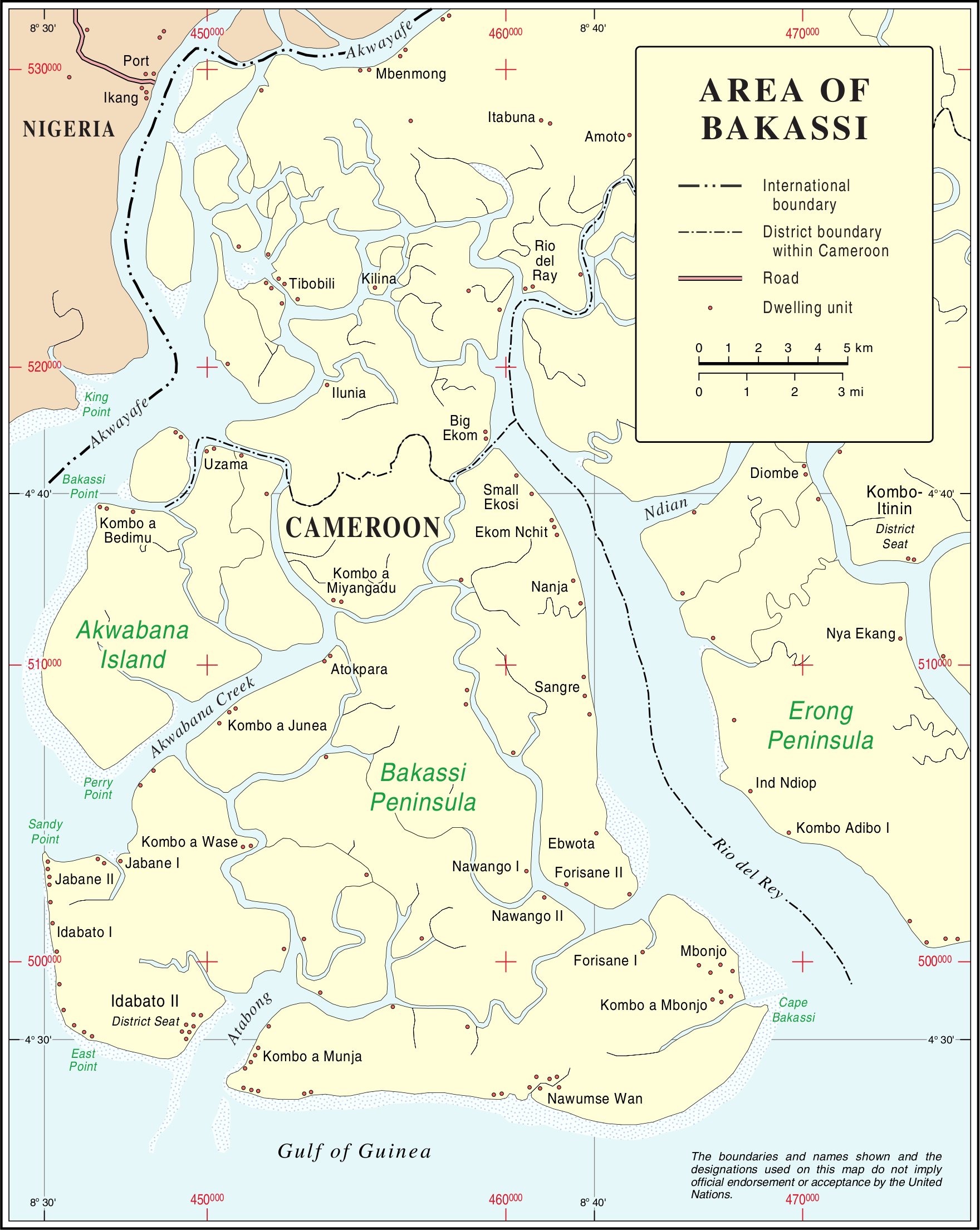
Carte détaillée.

Bakassi est une péninsule dans le golfe de Guinée. Ce territoire de 1 000 km2 situé à la frontière entre le Nigeria et le Cameroun a fait l'objet d'un sérieux contentieux entre les deux pays.

## Rétrocession au Cameroun
Précédemment administré par le Nigeria, un jugement de la Cour internationale de justice de La Haye, rendu le 10 octobre 2002, attribue la souveraineté du territoire au Cameroun. Il se base  sur le traité signé en 1913 entre les deux puissances coloniales de l'époque dans la région, la Grande-Bretagne, qui occupait le Nigeria et l'Allemagne qui occupait le Cameroun. L'accord ordonne à l'armée nigériane de se retirer de la péninsule avant le 14 août 2008. Le 12 juin 2006, le Nigeria a accepté de rendre au Cameroun la province de Bakassi. Le retrait s'est déroulé sans heurts à la date prévue. Les deux pays, par l'intermédiaire de leur ministre de la Justice, ont paraphé le jeudi 14 août 2008 l'accord de rétrocession à Calabar, capitale de l'État nigérian de Cross River, dont dépendait Bakassi. L'accord prévoit que les 30 000 à 40 000 habitants de la péninsule, principalement des familles de pêcheurs nigérians, ont le choix entre un transfert au Nigeria ou un maintien sur place, avec ou sans l'adoption de la nationalité camerounaise.
Ce conflit frontalier avait failli provoquer une guerre entre les deux pays en 1994, le Nigeria et le Cameroun se disputant cette zone marécageuse aux confins du delta du Niger, déterminante pour délimiter la frontière maritime dans des eaux poissonneuses au sous-sol riche en pétrole.
Mais la région reste soumise aux actions de groupes de rebelles nigérians hostiles à la rétrocession. L'action de ces groupes semble liée au trafic sur le pétrole mais aussi sans doute sur le trafic d'armes de la région. Le 12 novembre 2007, vingt-et-un militaires camerounais ont été tués dans la crique d’Isanguele, non loin du Rio del Rey à Bakassi. L'enquête semble mener à la galaxie politico-mafieuse qui gravite autour du Mouvement pour l’émancipation du delta du Niger (MEND). Cet acte répondrait à l'arrestation de sept individus se réclamant de ce mouvement, quelques jours plus tôt. La sanglante opération pourrait donc avoir été montée pour obtenir leur libération.
Le 22 novembre 2007, le Sénat nigérian avait déclaré cette cession illégale et le 31 juillet 2008, saisi par des habitants de péninsule, un juge de la Haute Cour fédérale nigériane d'Abuja avait statué en faveur d'un gel du transfert de souveraineté. Mais les autorités nigérianes sont passés outre ces décisions et ont rétrocédé Bakassi le 14 août 2008.
Dans les années 2010 et 2020, les séparatistes biafrais, et plus particulièrement la Ligue des Nations du Biafra, continuent de mener une résistance militante de faible intensité contre le Cameroun en ce qui concerne Bakassi.

## Projets du gouvernement camerounais
Bakassi est aujourd'hui une zone considérée par le gouvernement camerounais comme étant une zone de développement prioritaire. Le journal des projets 2010 dénombre 132 actions. Il s'agit essentiellement de l'ouverture et du reprofilage de routes, de la construction et de l'équipement d'édifices publics, du financement de l'agriculture, de l'aménagement de sites de pêche, de la construction de centres communautaires classiques ou multimédia.

## Les principales ressources de Bakassi
Bakassi est une région très riche en pétrole et en gaz. Ces ressources naturelles sont actuellement sous le contrôle (camerounais) de la Société Nationale des Hydrocarbures (SNH), chargée d'octroyer des permis d'exploitation et de production.

## Sources
1. ↑  (en) « Your alliance is Dead on arrival - Biafra Nations League, BNL, tells Buhari, Biya », sur thenigerianvoice.com, 14 juillet 2021 (consulté le 21 mai 2025)

- « Le Nigeria rétrocède la péninsule de Bakassi, zone riche en poisson et en pétrole, au Cameroun », Le Monde, 15 août 2008.
- « Rétrocession de Bakassi:les secrets jamais dévoilés d’un Eldorado - See more at: http://www.africapresse.com/retrocession-de-bakassi les-secrets-jamais-devoiles-dun-eldorado/#sthash.zK8bFdwi.dpuf », jeune afrique, 15 mai 2006.